# Jacquemontia cearensis
Jacquemontia cearensis är en vindeväxtart som beskrevs av Huber. Jacquemontia cearensis ingår i släktet Jacquemontia och familjen vindeväxter. Inga underarter finns listade i Catalogue of Life.